# Hassan Al Mosawi
Hassan Al Mosawi (Baréin, 21 de septiembre de 1984) es un exfutbolista de Baréin que jugaba en la posición de defensa.

## Carrera

### Club
| Periodo   | Club        |
| --------- | ----------- |
| 2003-2004 | Riffa SC    |
| 2004-2018 | Manama Club |

### Selección nacional
Jugó para Baréin en siete ocasiones de 2003 a 2004 y anotó un gol, el cual fue en la victoria ante Emiratos Árabes Unidos en Dubai el 31 de mayo de 2004 en un partido amistoso. Participó en la Copa Asiática 2004.

## Logros
- Copa FA de Baréin (1): 2003-04
- Copa Príncipe de la Corona de Baréin (1): 2004
- Copa del Rey de Baréin (1): 2016-17
- Supercopa de Baréin (1): 2017